# Tetraria thermalis
Tetraria thermalis là loài thực vật có hoa trong họ Cói. Loài này được (L.) C.B.Clarke miêu tả khoa học đầu tiên năm 1894.